# جون ديفيس (بحار أمريكي)
جون ديفيس (بالإنجليزية: John Davis)‏ هو بحار أمريكي، ولد في 28 أكتوبر 1878 في ألمانيا، وتوفي في 9 يونيو 1970.